# Uniforme médical

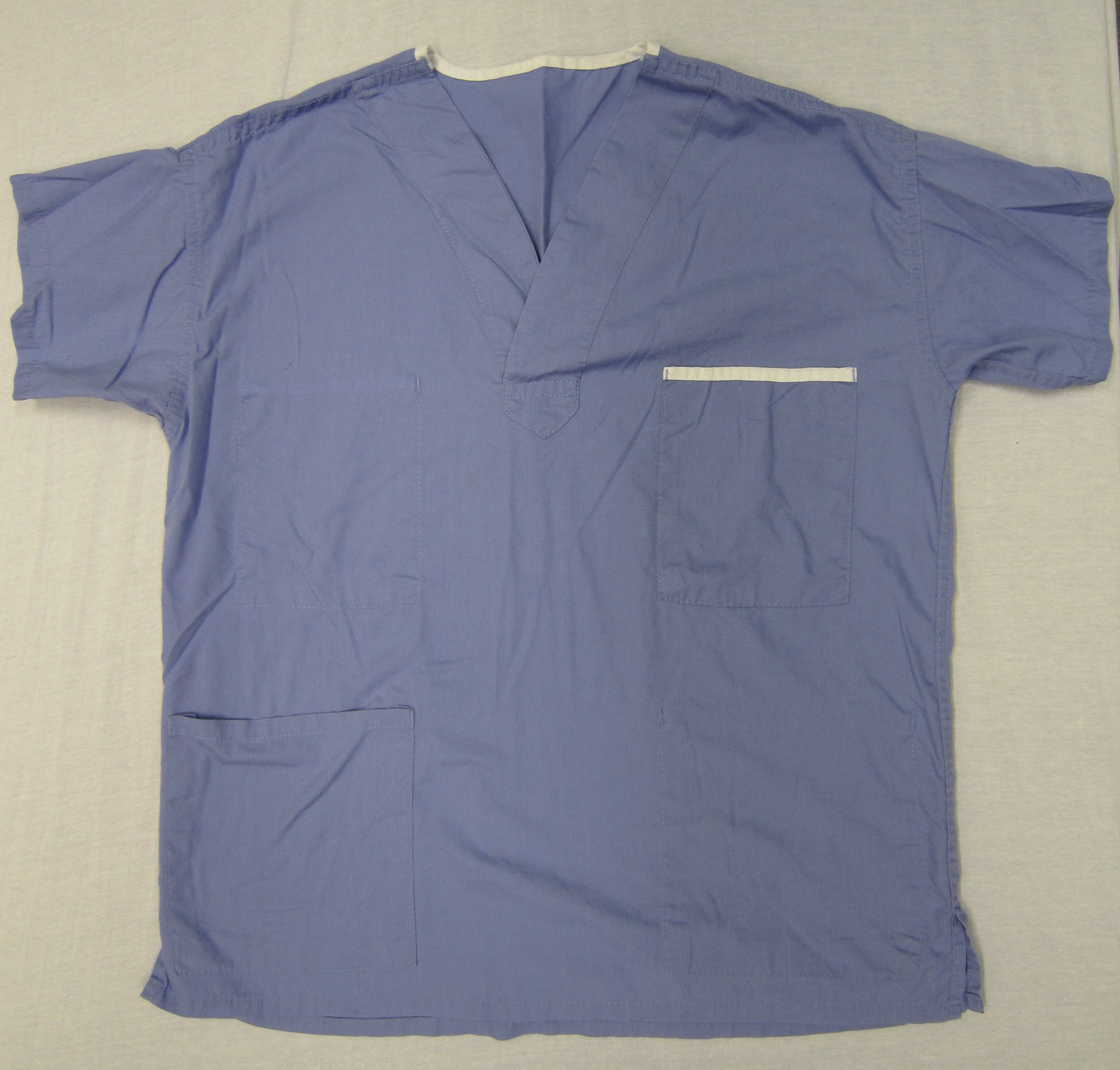
Un haut d'uniforme médical

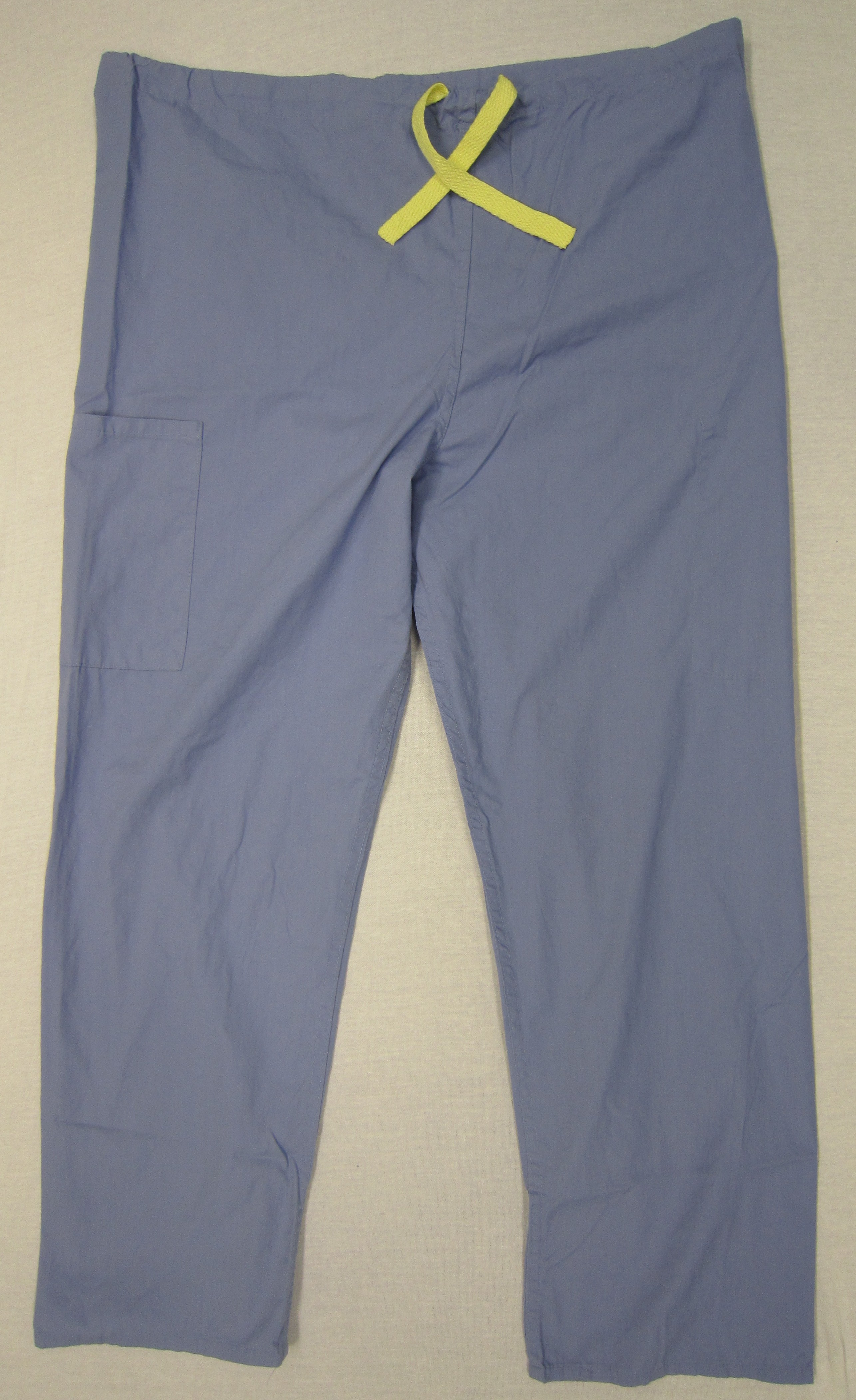
Pantalon d'uniforme médical

Un uniforme médical est une tenue ou un vêtement de travail porté par le personnel soignant tel que les médecins dont les chirurgiens, les infirmières et les autres professionnels de la santé travaillant au service de patients à domicile, en ambulatoire, en cabinet libéral ou à l'intérieur d'un établissement de santé.
Conçus à l'origine pour être utilisés par les chirurgiens et autres membres du personnel des salles d'opération, qui les enfilaient afin d'être désinfecté et stérile (exempt de bactérie ou de virus) avant l'opération chirurgicale, ils sont maintenant portés par de nombreux membres du personnel hospitalier.
Leur utilisation a également été étendue en dehors des hôpitaux, aux lieux de travail où les vêtements peuvent entrer en contact avec des agents infectieux (vétérinaires, sages-femmes, etc. ).
Les uniformes sont composés d'une simple chemise à manches courtes et d'un simple pantalon, avec un minimum de poches (nids à contaminants), faciles à laver et peu coûteux à remplacer s'ils sont endommagés ou tachés de manière irréparable.
Au Royaume-Uni, les uniformes sont surnommés « theatre blues ».
La propagation du SARM (Staphylococcus aureus résistant à la méthicilline) a augmenté l'usage du port de l'uniforme mais peut donner aux habillés un faux sentiment de sécurité qu'ils sont hygiéniquements « propres » alors qu'en fait ils sont aussi facilement contaminés que tout autre vêtement.

## Histoire de la tenue chirurgicale
Contrairement aux uniformes exigés depuis longtemps des infirmières, les chirurgiens ne portaient aucun type de vêtements spécialisés jusqu'au début du 20e siècle.
Quand les interventions chirurgicales ont commencé à être réalisées en salle d'opération, le chirurgien portait ses propres vêtements, avec un tablier de boucher pour protéger ses vêtements des taches de sang et il opérait à mains nues avec des instruments et des fournitures non-stériles. (Les sutures en boyau et en soie étaient vendues sous forme de brins ouverts avec des aiguilles réutilisables enfilées à la main; la gaze d'emballage était faite du ramassage de cotons balayé sur le sol des filatures de coton)[réf. nécessaire].
Contrairement au concept actuel de la chirurgie en tant que profession qui met l'accent sur la propreté et le sérieux, jusqu'au début du 20e siècle, la réputation d'un chirurgien se faisait par la grande profusion de sang et de fluides sur ses vêtements.
L'importance de la tenue vestimentaire en tant qu'insigne de sa classe dans la société était primordiale et les processus de transmission infectieux faisaient l'objet de controverses au sein de la profession.
Avec la pandémie de la « grippe espagnole » de 1918 et l'intérêt médical croissant pour la théorie antiseptique de Lister, certains chirurgiens ont commencé à porter des masques de gaze de coton en chirurgie ; cependant, il ne s'agissait pas de protéger le patient d'une infection peropératoire, mais de protéger le chirurgien des maladies du patient.
À peu près à la même époque, le personnel du bloc opératoire a commencé à porter des gants épais en caoutchouc pour protéger ses mains des solutions utilisées pour nettoyer la salle et l'équipement, une pratique que les chirurgiens ont adoptée à contrecœur.
Dans les années 1940, le progrès de l'antisepsie chirurgicale (maintenant appelée technique aseptique) et la science de l'infection des plaies ont conduit à l'adoption de champs et de blouses antiseptiques pour une utilisation en salle d'opération. Les instruments, les fournitures et les pansements étaient systématiquement stérilisés par exposition à de la vapeur à haute pression ou à de l'oxyde d'éthylène.
À l'origine, la tenue de la salle d'opération était blanche pour souligner la propreté. Cependant, la combinaison de cet environnement blanc et d'une lumière opératoire très lumineuse, entraînerait une fatigue oculaire pour le chirurgien et le personnel.
Par conséquent, dans les années 1950 et 1960, la plupart des hôpitaux ont abandonné les vêtements blancs des salles d'opération au profit de diverses nuances de vert, qui offraient un environnement très contrasté, réduisant la fatigue oculaire et rendaint les éclaboussures de sang rouge vif moins visibles.
Dans les années 1970, les vêtements chirurgicaux ont atteint leur état moderne : une chemise à manches courtes à col en V et un pantalon à cordon de serrage ou une robe à manches courtes et mi-mollet, en coton ou en mélange coton/polyester. Par-dessus, on porte un calot en tissu de style charlotte ou en tissu, un masque en gaze ou en textile synthétique, une blouse chirurgicale en tissu ou synthétique, des gants en latex et des sabots (Scholl ou Crocs).
Dans le monde anglophone, cet uniforme était à l'origine connu sous le nom de « surgical greens » (litt. « verts chirurgicaux ») en raison de sa couleur, puis a été appelé « scrubs » parce qu'il était porté dans un environnement « scrubbed » (lavé).

## Usage

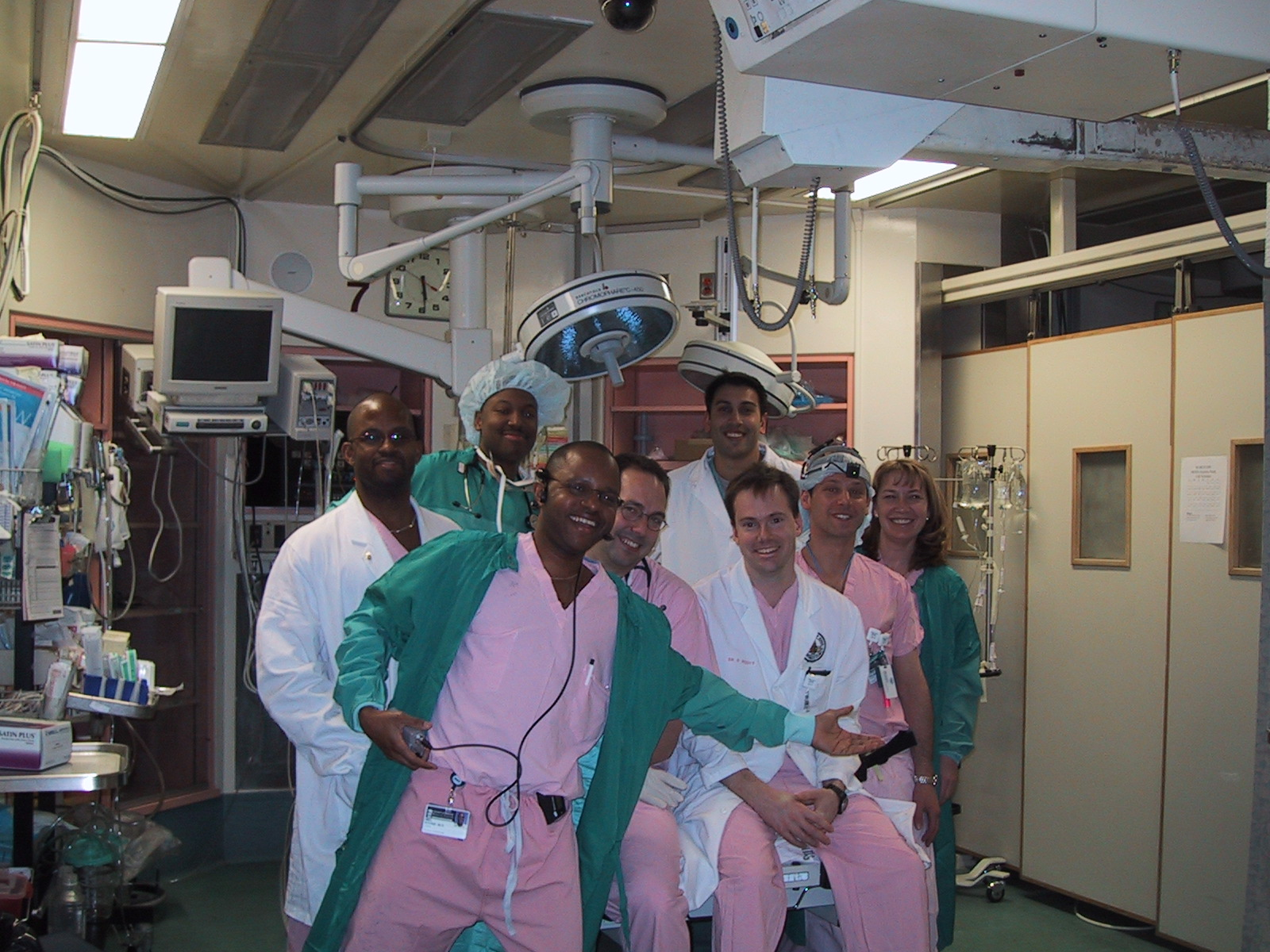
Des personnels soignants d'un hôpital américain à Baltimore, dans le Maryland, portant leurs uniformes en 2001

Dans de nombreuses salles d'opération, il est interdit de porter un vêtement sous l'uniforme, comme par exemple un t-shirt.
Comme les uniformes sont conçus pour favoriser un environnement sain, le port de vêtements supplémentaires risque d'introduire des agents pathogènes indésirables.
Presque tout le personnel soignant des hôpitaux aux États-Unis porte une certaine forme d'uniforme pendant le service, tout comme certains membres du personnel des cabinets médicaux, dentaires et vétérinaires.
Aux États-Unis, les médecins peuvent porter leurs propres vêtements avec une blouse blanche, sauf pour la chirurgie. Le personnel non-soignant, comme les gardes de sécurité et les agents techniques, porte également des blouses dans certains établissements.
Souvent, le médecin qui n'effectue pas de chirurgie, enfile une blouse blanche par dessus son uniforme.

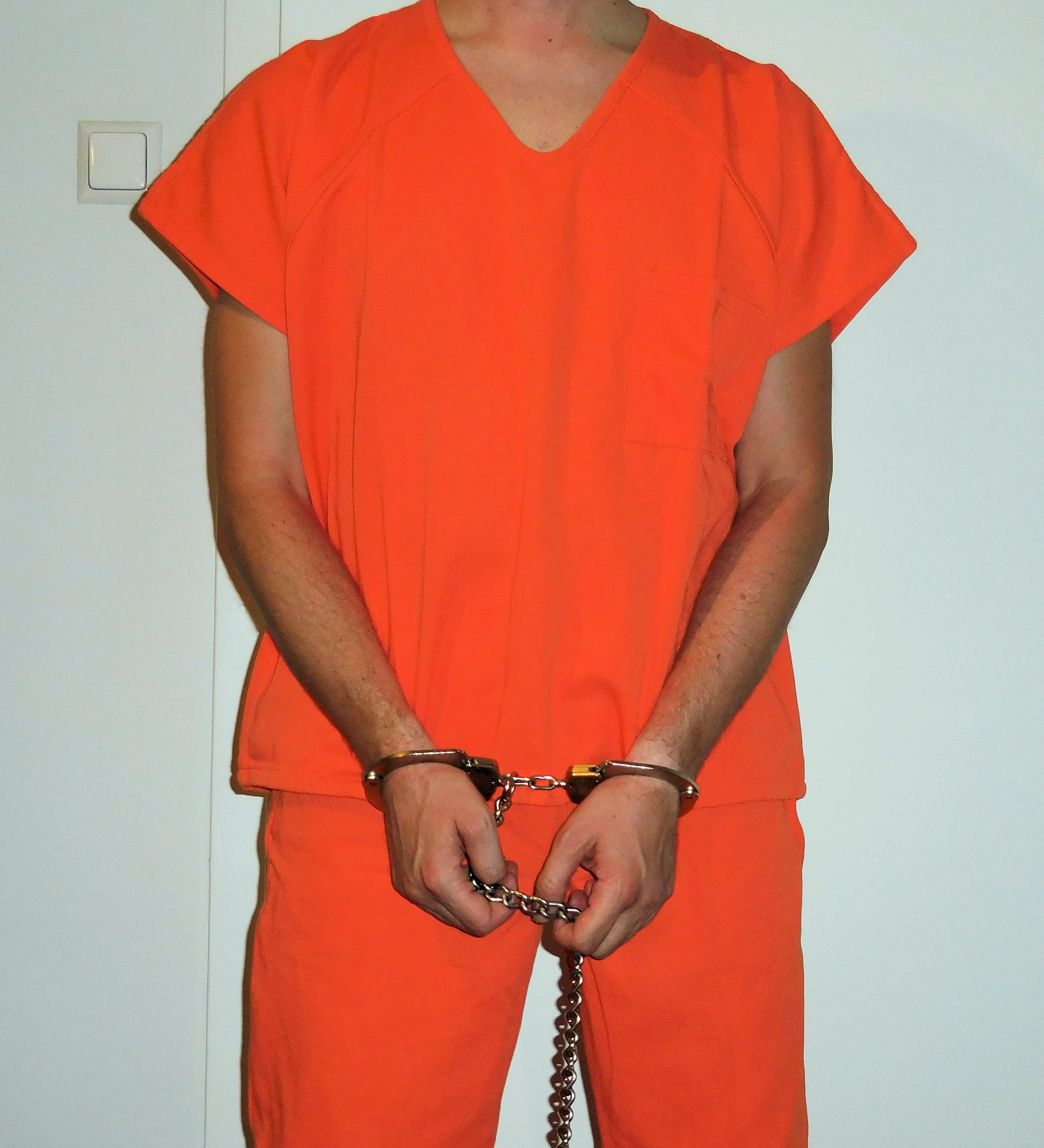
Uniforme d'un prisonnier de couleur orange.

En Angleterre, toutes les fiducies hospitalière du NHS ont des politiques vestimentaires strictes, et beaucoup interdisent au personnel médical le port de la blouse blanche, en raison du risque infectieux.
Plusieurs hôpitaux du Royaume-Uni ont opté pour des uniformes médicaux pour leur personnel, en particulier dans les services des urgences.
Ce même type d'uniforme médical est utilisé aux États-Unis et dans d'autres pays pour les uniformes des prisonniers.
En dehors des hôpitaux, les uniformes sont de plus en plus courants dans d'autres domaines, en particulier à la suite de la pandémie de Covid-19, tels que les établissements utilisant des uniformes notamment les écoles ,, et les restaurants. Les normes de santé et de sécurité sont essentielles au succès et à la conformité légale des restaurants, et il existe de nombreuses opportunités pour que les bactéries se développent et se propagent via les menus, les tables et les mélangeurs à condiments en libre-service,.

## Uniformes modernes
Aujourd'hui, tout uniforme médical composé d'une chemise à manches courtes et d'un pantalon est appelé « uniforme ». Les uniformes peuvent également inclure une veste à manches longues jusqu'à la taille sans revers ni poignets en jersey, connue en anglais sous le nom de « warm-up jacket » (litt. « veste à rechauffement »).

### Couleurs et motifs
Les uniformes portés en chirurgie sont presque toujours de couleur gris clair uni, vert clair, bleu clair ou une nuance vert-bleu clair.
Les uniformes non chirurgicaux sont disponibles dans une plus grande variété de couleurs et de motifs, allant des vêtements officiels aux vêtements sur mesure, que ce soit par des entreprises d'uniformes commerciaux ou par la couture à domicile à l'aide de motifs imprimés disponibles dans le commerce.
Certains hôpitaux utilisent une couleur d'uniforme pour différencier les services de soins aux patients (c'est-à-dire en chirurgie, maternité, urgence, etc.) ou entre le personnel de soins aux patients agréé (infirmières, techniciens en radiologie, physiothérapeutes/kinésithérapeutes, etc.), le personnel soignant libéral non-salarié et le personnel non lié aux soins des patients (c'est-à-dire les brancardiers, les diététiciens, les agents techniques, etc.).
Les hôpitaux peuvent également étendre la pratique pour différencier les non-membres du personnel et visiteur d'un patient.
En Angleterre et au Pays de Galles, de nombreuses fiducies du NHS utilisent des uniformes de couleurs différentes pour distinguer les différentes branches des professionnels de la santé, par exemple les anesthésistes peuvent porter du marron. Cela permet au personnel et aux patients de repérer facilement le personnel qu'ils recherchent ou attendent.
Des passepoils de couleurs ou de motifs différents sont également souvent utilisés pour distinguer l'ancienneté. De nombreux hôpitaux ont des affiches dans les zones d'accueil expliquant ce système mais il est principalement destiné au personnel hospitalier.
Les hauts d'uniforme imprimés sur mesure, comportant des personnages de dessins animés et des imprimés joyeux, sont courants dans les cabinets de pédiatres, les cabinets vétérinaires, les cliniques dentaires et les hôpitaux pour enfants, et des imprimés pour certains jours féériés peuvent être vus tout au long de l'année.
Certains établissements de soins de courte durée ou de grands hôpitaux ont également des règles assouplies concernant le port d'uniformes non réglementaires dans les unités non chirurgicales, et ils ne sont plus seulement de simple hauts d'uniforme classique à col en V, mais sont désormais proposés dans de nombreux styles et motifs.
L'industrie de l'uniforme médical, tout comme les vêtements de maternité, avait des options de mode très limitées. En effet, les uniformes étaient généralement de forme carrée et mal ajustés, souvent avec des choix de conception limités. Au cours des 10 dernières années, l'industrie l'uniforme a pris en compte les préférences individuelles des professionnels de la santé et a commencé à concevoir et à fabriquer des modèles à la mode et uniques.

## Nettoyage

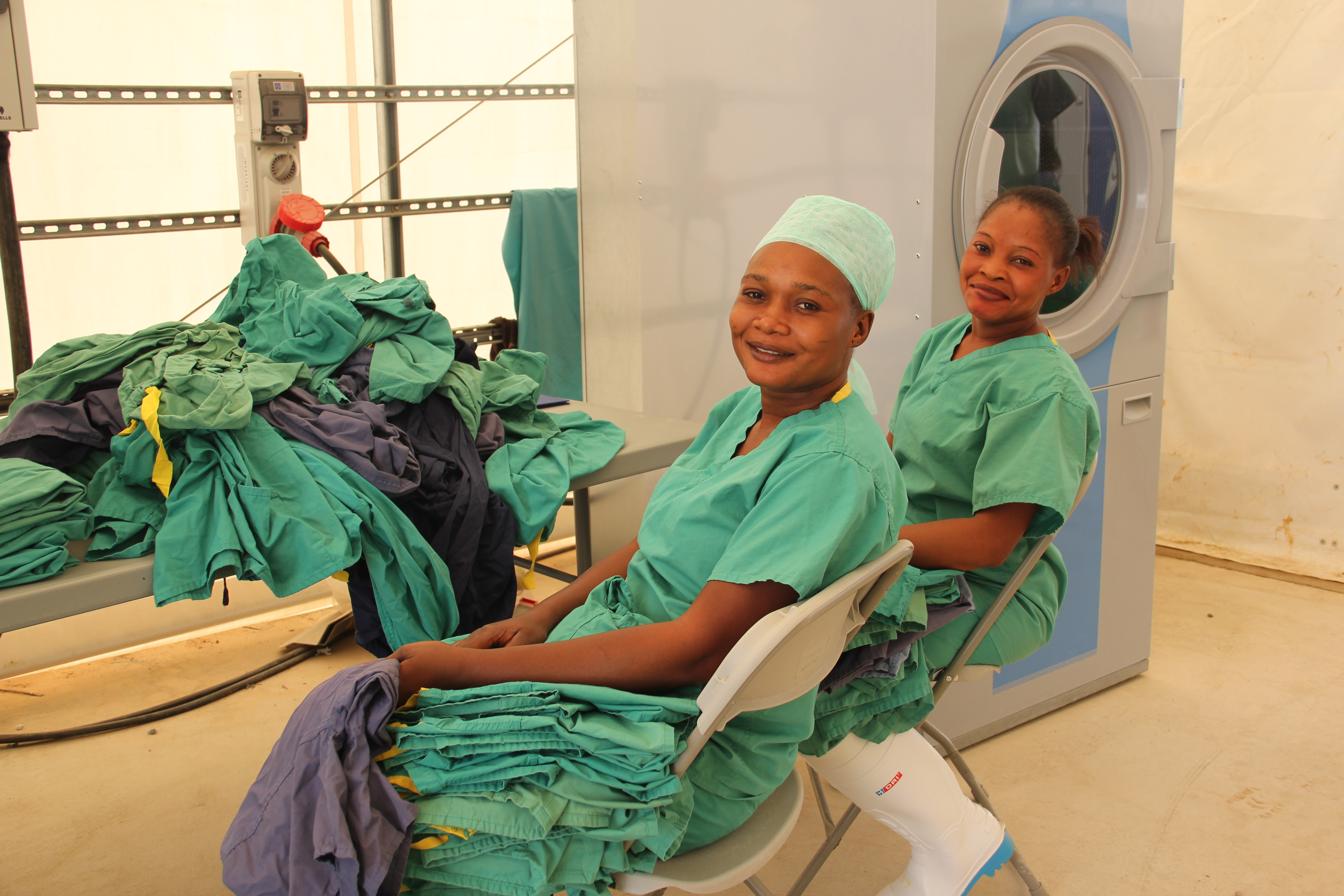
Service de blanchisserie dans un établissement médical au Sierra Leone. Les uniformes sont nettoyés en interne pour éviter la propagation des maladies (janvier 2015).

Les uniformes chirurgicaux ne sont généralement pas la propriété du chirurgien. Le blanchiment à domicile pouvant entraîner des problèmes de stérilité, ces uniformes appartiennent généralement à l'hôpital ou sont loués à l'hôpital par le biais d'un service de lingerie commercial. Et en raison de ces limitations de lavage et de stérilité, des combinaisons de nettoyage jetables ont été introduites sur le marché.

## Calot d'uniforme
Les calots et coiffes d'uniforme sont passées du statut d'accessoire fonctionnel à celui d'accessoire personnalisé aussi bien en salle d'opération qu'à l'extérieur. Avant le foyer antiseptique des années 1940, les calots n'étaient pas considérés comme essentiels à la chirurgie. Des années 1940 aux années 1950, alors que l'industrie recherche l'hygiène, les calots sont devenus des vêtements standard pour aider à protéger les patients contre les contaminants dans les cheveux. Des calots intégraux ont même été conçus pour les hommes barbus. Ces calots ont été et continuent d'être distribués par les organisations d'achats groupés (OAG) qui fournissent aux hôpitaux la plupart des équipements.
Dans la « révolution » de la mode médicale des années 70, de plus en plus de professionnels de la santé ont commencé à personnaliser leurs uniformes en cousant leurs propres calots ou en achetant des calots préfabriqués en tissu à motifs colorés. Plusieurs styles étaient populaires, y compris la charlotte chirurgicale, un calot utilitaire en forme de résille qui est généralement en bleu clair, et la « laitière », un calot enveloppant en forme de bonnet.
Les charlottes chirurgicales sont peut-être les calots les plus largement utilisés dans les hôpitaux, et leur utilisation ne se limite pas aux infirmières et aux chirurgiens : les patients hospitalisés doivent porter une charlotte lorsqu'ils subissent une intervention chirurgicale de quelque nature que ce soit.
En 2016, une controverse a émergé aux États-Unis autour de l'utilisation de bonnets chirurgicaux en tissu ou jetables par rapport à l'utilisation obligatoire de bonnets chirurgicaux de style charlotte. Cette controverse s'est terminée par des mandats d'État américains pour l'utilisation de charlottes pour se conformer aux normes de la Commission mixte ,.

## Voir également
- Équipement de protection individuelle médicale
- Blouse
- Coiffe d'infirmière